# Aero L-59 Super Albatros
Aero L-59 Super Albatros je češko enomotorno podzvočno šolsko vojaško letalo. Razvili so ga na podlagi zelo uspešnega trenažerja L-39 Albatros, L-59 ima močnejši trup, daljši nos, močno modificiran kokpit, naprednejšo avioniko z HUD-om in močnejši turbofan motor. Ob času prvega leta, ki je bil 30. septembra 1986 je letalo imelo oznako L-39MS.L-59 ni več v proizvodnji
Leta 1992 so predlagali jurišno enosedežno različico ALCA (Advanced Light Combat Aircraft). Slednje letalo so naročile Češke letalske sile. Prvi let L-159A je bil 2. avgusta 1997. ALCA ima večinoma zahodno avioniko.

## Tehnične specifikacije (L-59E)
Podatki iz Jane's All The World's Aircraft 1993–94 
Splošne karakteristike
- Posadka: 2, študent in inštruktor
- Dolžina: 12,20 m (40 ft 0¼ in)
- Razpon kril: 9,54 m (31 ft 3½ in)
- Višina: 4,77 m (15 ft 7¾ in)
- Površina kril: 18,80 m² (202,4 ft²)
- Teža praznega letala: 4030 kg (8866 lb)
- Maks. vzletna teža: 7000 kg (15432 lb)
- Pogon letala: 1 × Lotarev DV-2 Turbofan, 21,57 kN (4850 lbf)

 Zmogljivost 
- Maks. hitrost: 865 km/h (467 vozlov, 537 mph) at 5000 m (16400 ft)
- Hitrost porušitve vzgona: 185 km/h (100 vozlov, 115 mph) s spuščenimi zakrilci
- Doseg: 2000 km (1079 nmi, 1243 mi) za maks. notranjim gorivom in zunanjimi rezervoarji
- Višina leta: 11800 m (38785 ft)
- Hitrost vzpenjanja: 28 m/s (5510 ft/min)

Oborožitev

- Strelno orožje: 1 × GSš-23L top
- Nosilci za orožje: 4 podkrilni nosilci s kapaciteto notranji nosilci 500 kg (1100 lb), zunanji 250 kg (550 lb)